# 奧古斯塔斯·德摩根
奥古斯塔斯·德摩根（Augustus De Morgan，1806年6月27日—1871年3月18日，英语发音[ɔːˈgʌstəs də ˈmɔːgən]），英国数学家及逻辑学家。他明确陈述了德摩根定律，将数学归纳法的概念严格化。他生前多以报刊评论员的身份而知名。

## 生平

### 童年
他生於印度馬德拉斯省。其父在東印度公司工作，母親是詹姆斯·多德森（曾編製反對數表）的後代。
其姓氏中的“de”可作介词用，相当于英文的“of”；而“Morgan”本意为“早晨”。
在他7個月大時，全家遷回英國。10歲時，父親去世，她母親帶他搬到英國西部。其數學才華一直未被發現，直至十四歲時，一位家庭的朋友意外發現他精心繪製的尺規作圖。
他有一目失明。於是他求學時期沒有參與任何體育活動，因此被同學取笑。
他的母親是英國教會的活躍分子，寄望兒子成為牧師。而他的中學老師，畢業於牛津大學奧里爾學院的帕森斯，是個擅長古典文學多於數學的人。可是他都不受這些長輩的影響。

### 大學教育
1823年，16歲的他進入劍橋大學三一學院，與喬治·皮庫克和威廉·修艾爾成為終身的好朋友。他受皮庫克影響，引起了對代數和邏輯的興趣。
他主要的娛樂是笛。

## 思想
18世纪时仍有数学家怀疑负数的合法性，德摩根是其中的代表。德摩根自己在解代数方程时也会算出负数，但他认为当算出的答案为负数时，必需作特殊的说明，以回避负数本身的数学实在性。德摩根使用负数和虚数，但他仍怀疑它们的数学意义。他认为如果一个问题的最终答案算出来是负数，那说明原问题的提法不对。当算出最终答案为负数后，把原问题反过来提就可以保证答案为正数，困难就解决了。因此，他不认为负数一无是处，计算结果出现负数可以告诉解题者其问题的陈述方式搞反了。

## 紀念
- 月球上的德摩根环形山